# Messier 99
Messier 99 (còn gọi là M99 hay NGC 4254) là một thiên hà xoắn ốc trung gian nằm cách Trái Đất xấp xỉ 50 triệu năm ánh sáng trong chòm sao Hậu Phát.
Thiên hà có dạng nhánh xoắn ốc thông thường và một nhánh xoắn ốc mở rộng ra bên ngoài. Một cầu nối chứa các khí hiđrô trung hòa liên kết  NGC 4254 với VIRGOHI21. Trường hấp dẫn từ thiên hà tối VIRGOHI21 dường như làm lệch M99 và hút khí hiđrô thông qua cầu nối này, khi hai thiên hà này ở gần nhau, trước khi chúng tách ra xa.
Đã có ba vụ nổ siêu tân tinh đã được quan sát thấy trong thiên hà này.

## Lịch sử

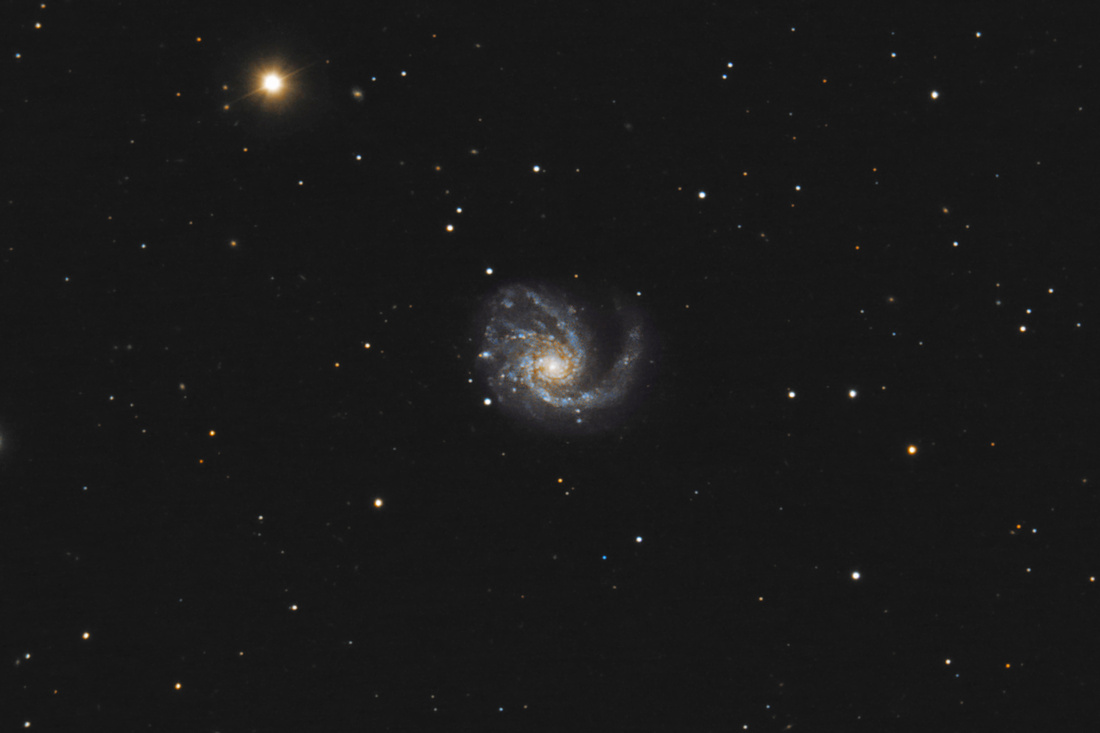
Ảnh chụp Messier 99 qua kính thiên văn nghiệp dư

Messier 99 được Pierre Méchain phát hiện vào ngày 17 tháng 3 năm 1781.  Khám phá này đã đến tai Charles Messier, sau đó ông thêm thiên thể này vào danh lục Messier, danh lục thiên văn đầu tiên liệt kê các cụm sao, tinh vân và thiên hà.
Messier 99 là một trong những thiên hà đầu tiên được phát hiện và nhận ra cấu trúc xoắn ốc của nó. Lord Rosse đã nhận ra cấu trúc xoắn ốc vào mùa xuân năm 1846.